# استیو زامپیری
استیو زامپیری (انگلیسی: Steve Zampieri؛ زادهٔ ۴ ژوئن ۱۹۷۷) دوچرخه‌سوار اهل سوئیس است.